# Missale Romanum
Missale Romanum (in lingua italiana "Messale romano") è una costituzione apostolica promulgata da papa Paolo VI il 3 aprile  1969.

## Contenuto
«Il Messale Romano, promulgato nel 1570 dal Nostro Predecessore san Pio V per ordine del Concilio di Trento (Cf Const. Apost. Quo primum, 13 luglio 1570), è per comune consenso uno dei numerosi e ammirevoli frutti che quel Santo Concilio diffuse in tutta la Chiesa.»: così inizia la costituzione apostolica di Paolo VI. Dopo aver fatto una breve sintesi storica del Messale, a partire dal Concilio di Trento, papa Paolo VI si rifà al Concilio Vaticano II, e in particolare alla costituzione apostolica Sacrosanctum Concilium, per presentare «…a grandi linee, la nuova composizione del Messale Romano».
Il papa conclude affermando: «Il Nostro Predecessore san Piο V, promulgando l'edizione ufficiale del Messale Romano, lo presentò al popolo cristiano come fattore di unità liturgica e segno della purezza del culto della Chiesa. Allo stesso modo Noi abbiamo accolto nel nuovo Messale legittime varietà e adattamenti [in corsivo nel testo, n.d.r.], secondo le norme del Concilio Vaticano II (Cf CONC. VAT. II, Cost. sulla Sacra Liturgia Sacrosanctum Concilium, nn. 38-40: AAS 56 (1964), p. 110)» e dispone infine la data di entrata in vigore del nuovo Messale.